# Ching-Chi
Ching-Chi er er kinesisk begreb. Ching-Chi kan oversættes med seksuel energi, deer opfattes som den energi, som giver orgasmen og kan sætter livet i gang. Den skabes naturligt igennem livet. Man kan spise og drikke ting, som forstærker mængden af Ching-Chi. Man kan også lave Ching-Chi ved at forfine Qi. Man kan også cirkulere Ching-Chi og derved få de forskellige muskler i kroppen til at få orgasme. Derudover kan man kanalisere den over i et andet menneske, eller forfine det til Shen, som er guddommelig energi.